# Lammehave (Ringe Sogn)
 For alternative betydninger, se Lammehave. (Se også artikler, som begynder med Lammehave)
Lammehave er en lille herregård, som nævnes i 1419. Gården deles 1560 i Gammel Lammehave og Ny Lammehave. Gården blev samlet igen i 1679. Lammehave ligger i Ringe Sogn, Gudme Herred, Faaborg-Midtfyn Kommune. Hovedbygningen er opført i 1734 og ombygget i 1795-1920.
Lammehave Gods er på 200 hektar

## Ejere af Lammehave

### Det originale Lammehave
- (1419-1450) Niels Skinkel / Claus Schinkel (samme Person: på dansk / på nedertysk)
- (1450-1483) Borkvard Skinkel
- (1483-1536) Otto Skinkel
- (1536-1560) Jørgen Skinkel

### Gammel Lammehave
- (1560-1596) Laurids Straale
- (1596-1600) Mette Bille gift (1) Straale (2) Skinkel
- (1600-1617) Niels Skinkel
- (1617-1624) Peder Straale
- (1624-1636) Laurids Straale / Mette Bille gift (1) Straale (2) Skinkel
- (1636-1651) Claus Ucke
- (1651-1654) Anne Quitzow gift Ucke
- (1654-1663) Peder Brockenhuus
- (1663-1679) Peder Vinding

### Ny Lammehave
- (1560-1590) Christoffer Valkendorf
- (1590-1638) Slægten Valkendorf
- (1638-1646) Claus Brockenhuus
- (1646-1679) Morten Skinkel

### Lammehave
- (1679-1684) Peder Vinding
- (1684-1686) Susanne Hahn gift (1) Vinding (2) Becker
- (1686-1696) Jacob Gottfrid Becker
- (1696-1697) Hans von Løwenhielm
- (1697-1701) Mathias von Pogrell
- (1701-1702) Mathias von Pogrells dødsbo
- (1702-1726) Georg Wilhelm von Pogrell
- (1726-1734) Hedevig von Ahnen gift von Pogrell
- (1734) Marie Elisabeth Mathiasdatter von Pogrell gift Beenfeldt
- (1734-1761) Herman Frederik Beenfeldt
- (1761) Eleonora Elisabeth Hermansdatter Beenfeldt gift von Körbitz
- (1761-1789) Johan Christopher von Körbitz
- (1789-1795) Eleonora Elisabeth Hermansdatter Beenfeldt gift von Körbitz
- (1795-1808) Herman Frederik von Körbitz
- (1808-1810) Herman Frederik von Körbitzs dødsbo
- (1810-1826) Erik Christian Tommerup
- (1826-1870) Andreas Bruun Lunn
- (1870-1895) Alexander Bruun Lunn
- (1895-1911) Enke Fru Bruun Lunn
- (1911-1947) L. Hansen
- (1947-1979) Hans Albert Hansen
- (1979-2004) Dalum Landbrugsskoles Legat
- (2004-) Per Nordtorp